# 英雄联盟：激斗峡谷
《英雄联盟手游》（简称LoL: WR或LoLWR。有時候也稱為LoLM(LoL Mobile)）是拳头游戏针对Android、iOS以及游戏机设备所开发并发布的一款多人在线战斗竞技电子游戏。该游戏是电脑版《英雄联盟》的精简版。
与《英雄联盟》相同，玩家扮演虚拟的“召唤师”（Summoner）角色，以独特的能力控制“英雄”（Champion），并与其他玩家或计算机控制的英雄进行对战。游戏目标为摧毁在敌方基地由防御塔保护的“水晶”（Nexus），但游戏也提供其他模式供玩家选择。每场《英雄联盟：激斗峡谷》比赛都是独立的，所有英雄的起步都相对较弱，但可以通过在比赛过程中积累游戏道具和经验值来增强实力。英雄和场景融合了多种元素，包括古典奇幻、蒸汽朋克和洛夫克拉夫特式恐怖等。

## 游戏玩法
《英雄联盟：激斗峡谷》是一款在三维等距视角中的多人在线战斗竞技场（MOBA）游戏。玩家透過平均每场20-25分钟的游戏中进行对决。在每种游戏模式下，队伍都需要进行合作，通过摧毁每条线上的防御塔，最后摧毁敌方基地的“水晶”从而获得胜利。

### 5 vs 5 激鬥峽谷
激鬥峽谷的原型為英雄聯盟電腦版本中的召喚峽谷，在激鬥峽谷中已經有獨立的水晶兵營機制。
在激鬥峽谷中，將會有两支队伍，每队5名玩家通过战斗去摧毁敌方水晶，水晶由敌方队伍和许多防御塔保护。水晶分布在地图的两侧，位于敌方基地的左下角和右上角。这些建筑不断产生弱小的非玩家角色称为小兵，他们沿着三条兵线向敌军基地前进：分别为上路，中路和下路。玩家们通过将这些小兵们推进敌军基地，来使他们能够摧毁敌方水晶并最终赢得比赛。在兵线之间是地图的中立区域，称为“野区”，分别位于四个象限。一条河道将队伍队之间的地图划分开，但实际上并没有妨碍移动。所有召唤师都可以在其行走。
每个团队都會擁有各自的建築物，分別以下3種：
- 防御塔：每路兵线都有强大的防御设施，称为“防御塔”。防御塔会造成极高的伤害，并攻击敌方小兵和接近的玩家。防御塔会优先攻击附近的敌方小兵，但如果敌方玩家攻击我方玩家，则会立即攻击敌方玩家。因此，通过将己方小兵推进进到防御塔范围内，召唤师可以在不被攻击的情况下攻击防御塔。当摧毁防御塔时，会提供金币以及经验。在比赛中被摧毁的防御塔将被永久破坏，并且不会重生。
- 水晶防禦塔：摧毁水晶防御塔会使我方水晶产生更加强大的超级小兵，并为周围的小兵提供增强效果。水晶防禦塔將於5分鐘內重生，隨著遊戲時間加長，水晶防禦塔重生時間將會加快。水晶防禦塔重生之後，將無法對單位攻擊。但同時將會阻止對方水晶出動超級士兵。
- 水晶主堡：每个团队都有一个水晶，只有在摧毁兵线上的所有防御塔后才能攻击水晶主堡。水晶主堡比防御塔的伤害更高，造成伤害的速度更快，并将攻击敌方小兵和接近小兵的玩家。当某一方团队的水晶主堡被摧毁后，游戏结束。

有一些單位是中立的，亦即它們不會主動攻擊附近的英雄，也不屬於任何隊伍。不過如果玩家希望獲得獎勵，可以主動向這些位在野區和河道的中立單位發起挑戰。這些中立的單位包括：
- 野怪：野怪会在野区以不同的距离生成，并为杀死他们的玩家提供金币，经验值以及其他奖励。它们是最常见的中立目标。
- 預示者：預示者位於河道左上方巴龍池內，玩家在擊敗預示者之後可以拾取預示者之眼，並可在路上召喚出預示者以協助隊伍，擁有強大的推塔能力。
- 纳什男爵：纳什男爵是位于巴龍路與中路之間的最强大的中立资源。它将在十二分钟后取代峡谷先锋。杀死纳什男爵的隊中所有当前存活成员都会获得一个增益效果，会使附近的小兵更加强大。
- 飛龍：飛龍是位於中路與飛龍路之間的最強大的中立資源。殺死飛龍的隊伍可以依不同的飛龍類型取得維持整場遊戲的相應增益效果。擊殺第一隻飛龍後，峽谷將會根據第一隻飛龍屬性轉變為該屬性之元素峽谷。擊殺3條飛龍後或是遊戲時間到18分鐘後，遠古巨龍將進入峽谷飛龍池。遠古巨龍為增益效果最強大的飛龍，擊殺遠古巨龍後可獲得遠古之力，使用技能或普攻攻擊敵方單位會觸發燃燒效果，若攻擊敵方英雄並使敵方英雄血量低於15%，將會召喚遠古巨龍斬殺該英雄。

### 5 vs 5 隨機單中
《英雄聯盟：激鬥峽谷》中，隨機單中的使用地圖為咆嘯深淵。咆嘯深淵為一條路線的設計，5名玩家將操控英雄在這條路上進行團戰，摧毀敵方水晶基地取得勝利。咆嘯深淵上並無水晶防禦塔重生機制，因此是該遊戲中節奏最快的模式之一。隨機單中是隨機英雄機制，系統將隨機分配英雄給10名玩家。玩家也可使用骰子來更換英雄，骰子將會在每場隨機單中對戰結束後贈送給玩家，一個人最多只能擁有兩個。
在地圖上也有許多補包，若用英雄觸碰補包，將會召喚出光束治療範圍內的所有英雄。

### 5 vs 5 積分對戰
《英雄聯盟：激鬥峽谷》中，積分對戰將在激鬥峽谷地圖上進行。積分對戰遊戲玩法與一般模式一樣，但選角方式與一般盲選不太一樣。每位玩家將禁用一隻英雄後將會繼續選角，選角將會按照順序依次選角，玩家不能選擇敵方或我方已選擇過的英雄。
在積分對戰中，每場遊戲的勝利將會賦予星記；反之將會扣減星記。無論戰敗或勝利，玩家將會獲得韌性值，韌性值集滿將會獲得戰敗保星護盾。當玩家累積星記到達系統要求時（鐵牌需要累積2個星記，銅牌、銀牌需要累積3個星記，金牌、白金需要累積4個星記，翡翠須獲得5個星記，鑽石則須獲得6個星記）將會進行晉升資格賽，取得晉升資格賽的勝利後將會直接進入下一個分區或階級；反之將會扣除一個星記。大師以下的牌階將有4個小分區，玩家們將會從IV分區開始戰鬥。
| 牌階 | 最低積分星記數 | 最低伺服器排名 |
| ---- | -------------- | -------------- |
| 大師 | 1              | N/A            |
| 宗師 | 40             | N/A            |
| 菁英 | 60             | N/A            |
| 至尊 | 100            | N/A            |

大師階段以上將會套用不活躍掉星機制，若玩家超過一周沒遊玩積分對戰模式，系統每周將會持續扣除1點星記，直至玩家繼續遊玩積分對戰或系統扣除至鑽石I為止。

##### 積分韌性
積分韌性條就顯示在積分牌階下方，只要保持連勝、在隊友掛網時依舊堅持拚搏，或單純表現良好，就能獲得韌性值。相反地，如果行為不良，例如中途退出遊戲，就會損失積分韌性。每當韌性條填滿，即可獲得一個保星護盾。保星護盾可儲存最多兩個。在此狀態落敗時，本來應該失去一個積分星記，會改為失去一個保星護盾。在持有兩個保星護盾的情況下增加積分韌性時，多的護盾會直接轉換成積分星記。

### 5 vs 5 傳奇積分
《英雄聯盟：激鬥峽谷》中，傳奇積分的進行方式與積分對戰相同。但在選角及遊戲階段將不會公開所有玩家的遊戲ID，並且只支援單排。傳奇積分是一個獨立的積分模式，玩家們必須在積分對戰當前賽季中達到大師牌位才能參與。傳奇積分擁有傳奇分數機制，每場遊戲的勝利增加玩家的傳奇分數；反之將扣除傳奇分數，分數增加與扣除的多寡將會參照玩家的MMR（隱藏積分）（分數越低，勝利時加的分數會越少，戰敗時扣除的分數會越多；反之，勝利時加的分數會越多，戰敗時扣除的分數會越少）。同時MMR也會影響到配對系統，系統將會是參照MMR來尋找與玩家實力相近的對手及隊友。
傳奇積分中有6個大牌階，前5個牌階擁有4個小分區，根據分數低至高分為：
| 牌階        | 所需傳奇分數 |
| ----------- | ------------ |
| 戰士IV至I   | 0至799       |
| 指揮官IV至I | 800至1599    |
| 守護者IV至I | 1600至2399   |
| 征服者IV至I | 2400至3199   |
| 神話IV至I   | 3200至3999   |
| 傳奇        | 4000以上     |

每個小分區需要取得200傳奇分數才可晉級，第一次進行傳奇積分模式時，將從800傳奇分數開始（指揮官IV）。
若玩家的傳奇積分達800分數後，若沒有持續進行傳奇積分，系統將會在每周扣除40傳奇分數，直至分數到達800分或玩家繼續遊玩傳奇積分。
傳奇積分每日賽程：
這個競爭激烈的模式專門設給強中之強，而這也代表玩家人數會比較少，因此每天只有特定時段能遊玩傳奇積分模式，以確保有足夠人數進行對戰，且會遇上排行榜上的玩家。
注意：每季的第一次傳奇積分可能會在不同的時段開始，但接下來會遵循以下週期：
| 地區                 | 平日                      | 週末                      |
| -------------------- | ------------------------- | ------------------------- |
| 美洲（激鬥峽谷）     | 12:00–23:59 PDT           | 12:00–23:59 PDT           |
| 中國（英雄聯盟手遊） | 北京時間傍晚6點至凌晨0點  | 北京時間中午12點至凌晨0點 |
| 亞洲（激鬥峽谷）     | 台灣時間中午12點至凌晨0點 | 台灣時間中午12點至凌晨0點 |
| 歐洲（激鬥峽谷）     | 12:00–23:59 CEST          | 12:00–23:59 CEST          |

## 开发
2015年，腾讯与其旗下拳头公司接触，要求他们将热门游戏《英雄联盟》转变为手机版。但是，拳头拒绝并声称不能在智能手机上复制英雄联盟的游戏玩法。腾讯随后着手自行开发手机游戏《王者荣耀》，并初步翻译为“Honor of Kings”，同时将国际版取名为《传说对决》。
2017年，拳头公司对《无尽对决》的开发商沐瞳科技有限公司提起诉讼。在诉讼中拳头控诉他们侵犯版权，并引用了《无尽对决》和《英雄联盟》之间的相似之处。此案最初因不方便論壇在加利福尼亚被驳回，随后腾讯代表拳头公司在中国法院提起新诉讼。2018年7月，法院判决腾讯胜诉，并判处沐瞳科技赔偿2,900,000美元。
自2016年以来，腾讯日活跃用户超过5000万，注册用户超过2亿。在2019年，《王者荣耀》和《传说对决》都是电子竞技领域最火的手机游戏。意识到移动市场的巨大潜力后，拳头公司于2019年10月16日，即《英雄联盟》成立十周年之际宣布了《英雄联盟：激斗峡谷》。

## 发布
《英雄联盟：激斗峡谷》已于2020年10月28日在印度尼西亚、日本、马来西亚、菲律宾、新加坡、韩国、泰国开启公测。
《英雄联盟：激斗峡谷》已于2020年12月8日在越南、大洋洲、歐洲、台灣开启公测。
《英雄联盟：激斗峡谷》已于2021年3月20日在香港及澳門开启公测，國際服亦隨後於2021年3月29日於美洲開啟，並正式於全球全面上市。
《英雄联盟手遊》於2021年10月8日在中國大陸开启公测並於中國大陸同步上市。

## 電競
首届官方正式全球性赛事2022全球冠军杯是《英雄联盟手游》在新加坡舉行。2022年7月10日，NV战队4:0战胜JT战队，夺得英雄联盟手游全球冠军杯冠军。